# Camilo Benavente Jiménez
Camilo Francisco Benavente Jiménez (Chillán, 25 de noviembre de 1975) es un periodista y político chileno. Fue concejal de la comuna de Chillán entre 2016 y 2021. Para las elecciones municipales de ese último año, fue elegido alcalde de dicha comuna, en reemplazo de Sergio Zarzar, quien estuvo por doce años en el cargo, desde 2008.

## Gestión edilicia
Durante el primer año como alcalde de la comuna de Chillán, consiguió que los terrenos que habían sido utilizados para los colegios Diego Barros Arana y Javiera Carrera, cuales habían sido destruidos a raíz del Terremoto de Chile de 2010, fueran destinados para la construcción del centro de Fundación Teletón en la ciudad, en la intersección de Avenida Collín con Avenida Argentina; como también la obtención de los terrenos de la Medialuna de Chillán, para concretar el Parque Schleyer.
Asimismo, concretó la creación de delegaciones municipales en los sectores de Quinchamalí y Lomas de Oriente, la construcción de un puente en Villa Doña Rosa, la inauguración del Centro Cultural Municipal de Chillán y el Centro Integral de la Mujer.

## Historial electoral

### Elecciones municipales de 2021
- Elecciones municipales de 2021 para la alcaldía de Chillán

| Candidato/a              | Pacto                        | Partido | Votos  | %     | Resultado |
| ------------------------ | ---------------------------- | ------- | ------ | ----- | --------- |
| Camilo Benavente Jiménez | Unidad por el Apruebo        | PPD     | 33 270 | 62,00 | Alcalde   |
| Paola Becker Villa       | Chile Vamos                  | Ind.    | 8600   | 16,03 |           |
| Manuel Reyes Pinochet    | Republicanos                 | Ind.    | 4561   | 8,50  |           |
| Patricia Pino Ceballos   | Dignidad Ahora               | PH      | 3939   | 7,34  |           |
| Marcelo Contreras Muñoz  | Ecologistas e Independientes | PEV     | 3287   | 6,13  |           |